# Gare de Taconnaz
La halte de Taconnaz est une halte ferroviaire française, située sur la commune des Houches, en Haute-Savoie.

## Situation ferroviaire
Ce point d'arrêt SNCF est situé au point kilométrique (PK) 14,360 de la ligne Saint-Gervais - Vallorcine.

## Service des voyageurs

### Accueil
La halte de Taconnaz ne dispose pas de bâtiment voyageurs.

### Desserte
La halte de Taconnaz est desservie par des trains de la SNCF et de la région Auvergne-Rhône-Alpes qui assurent des services TER Auvergne-Rhône-Alpes qui desservent les gares entre Saint-Gervais-les-Bains-Le Fayet et Vallorcine. L’arrêt des trains à cette halte se fait sur demande. Les voyageurs désirant monter dans un train doivent se placer sur le quai en tête de train et faire signe au conducteur. De même, il faut avertir le conducteur pour descendre à cette halte.

## Galerie de photographies

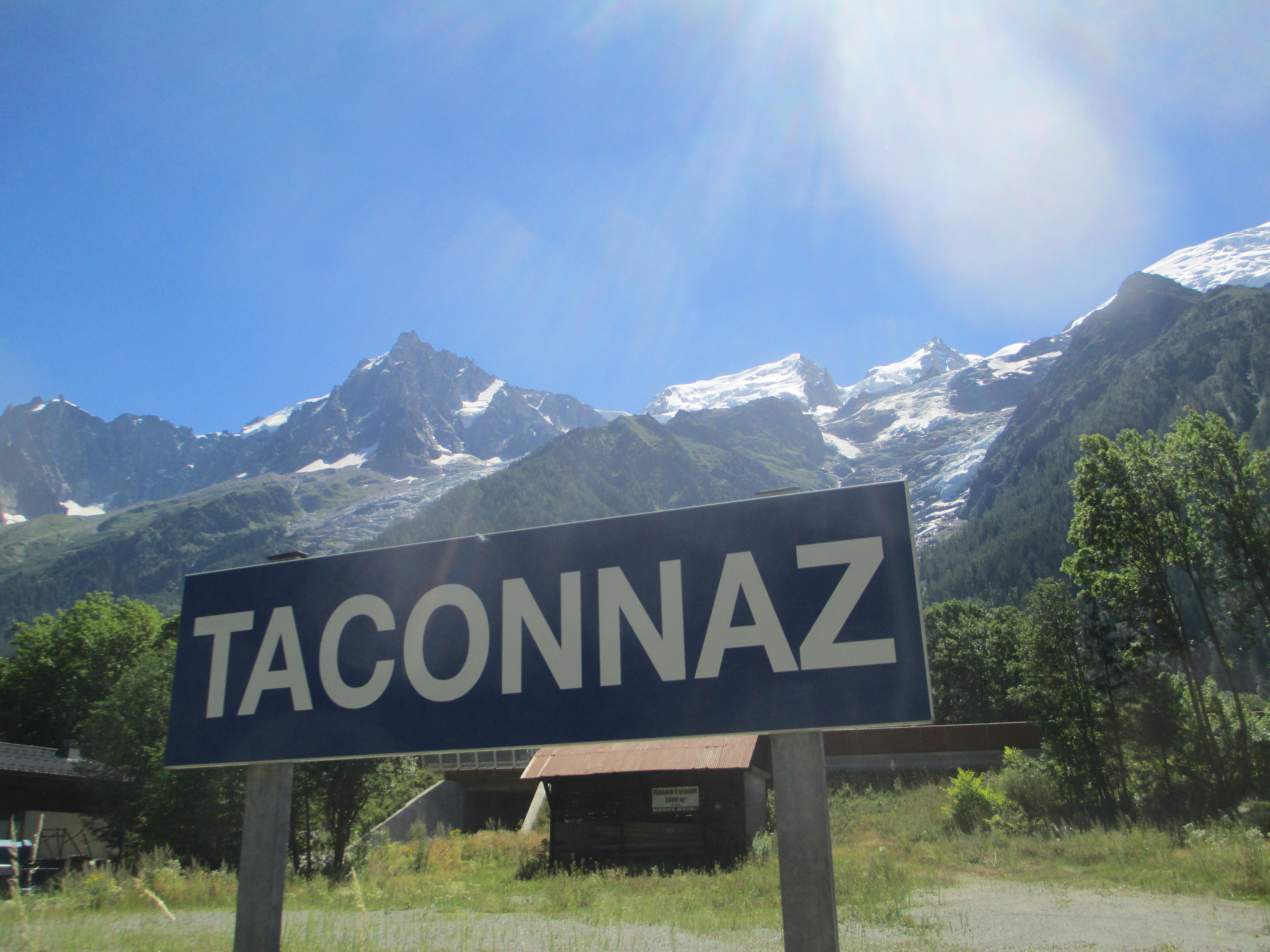
Panneau de quai
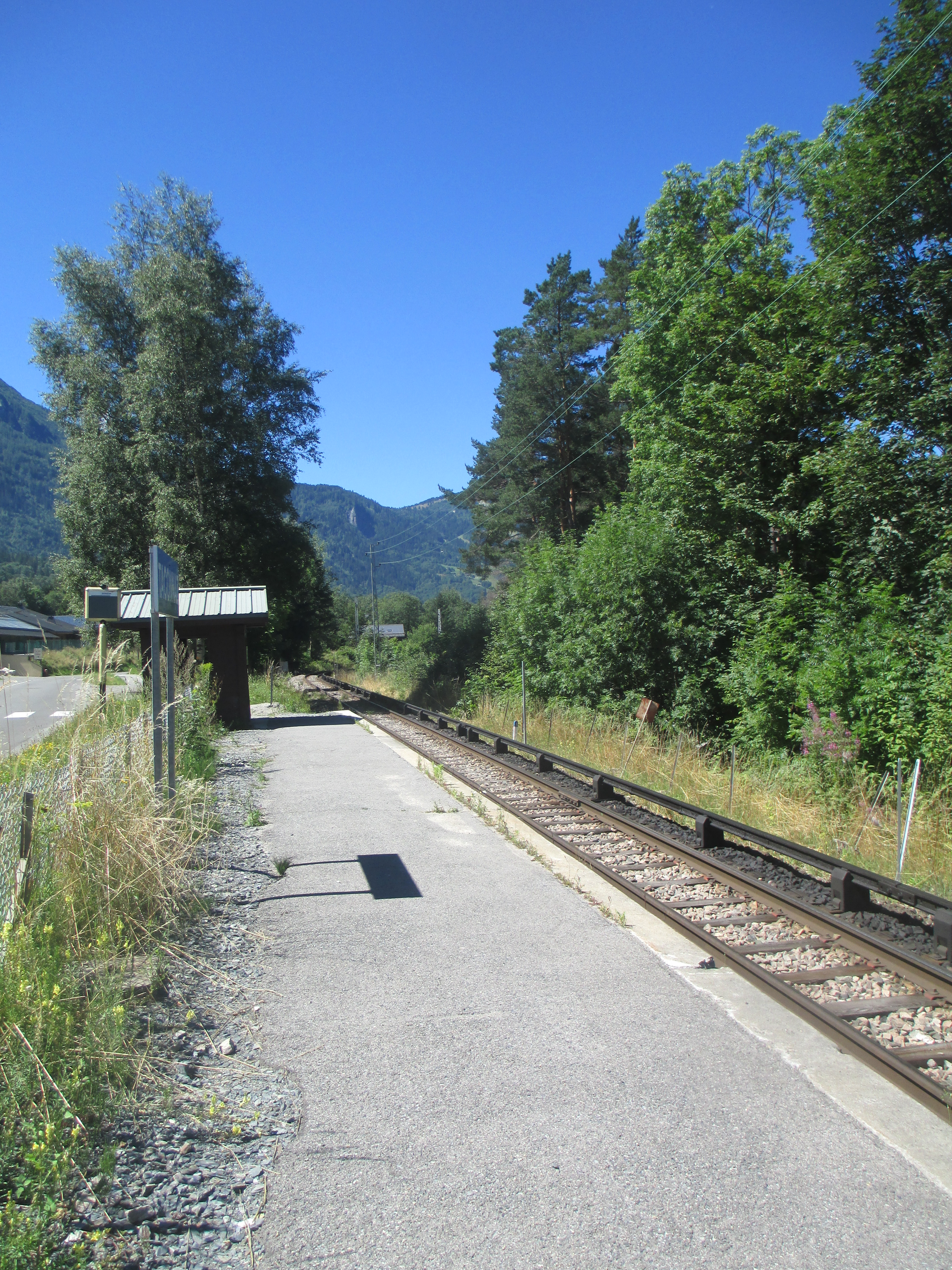
Abri, quai et voie
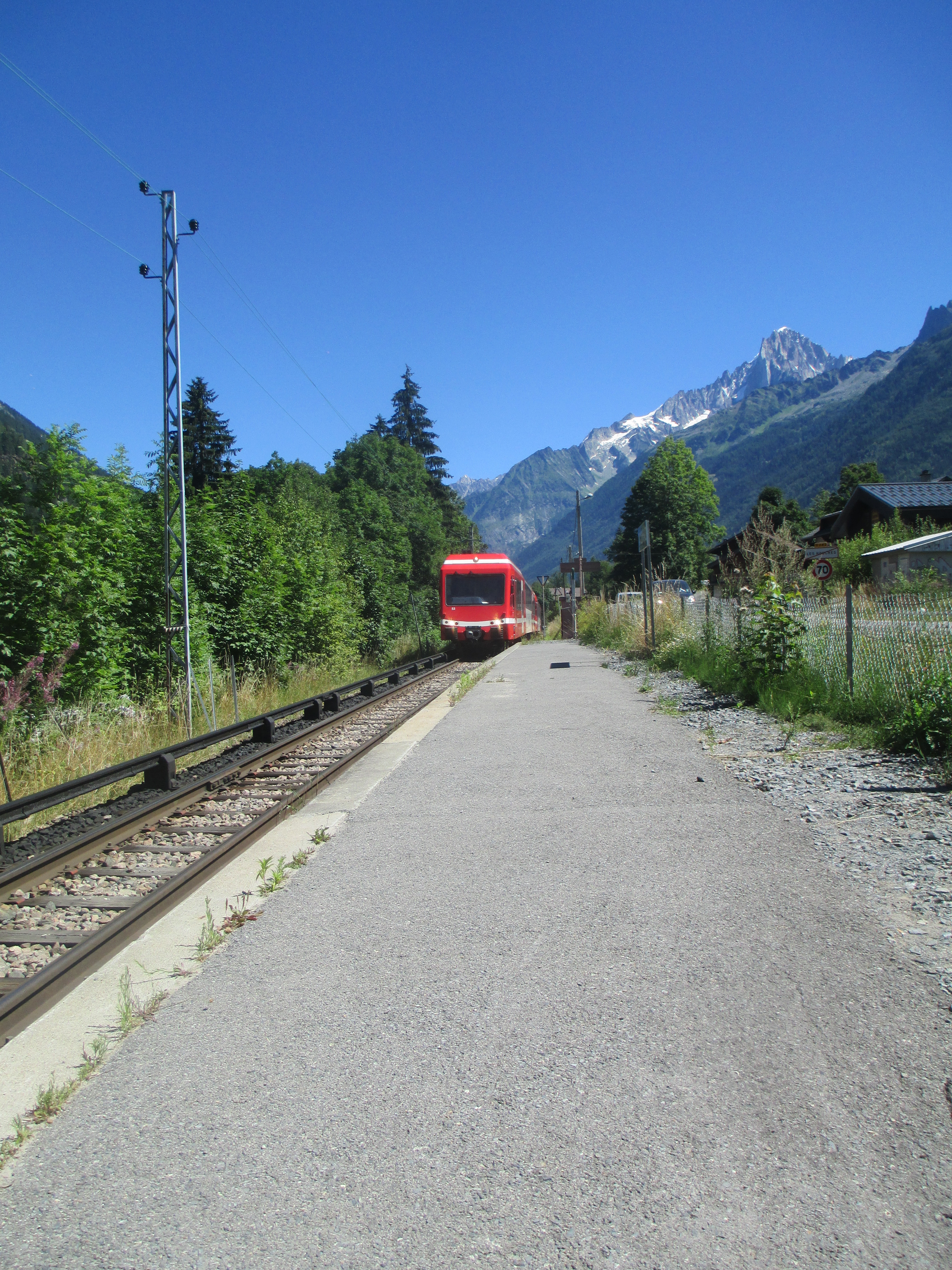
Arrivée d'un train